# Dogepalatset
Dogepalatset (italienska: Palazzo Ducale di Venezia) är ett berömt palats i gotisk stil i Venedig i Italien, uppfört 1309–1424. Palatset var residens för dogen av Venedig.
Den förste dogen, som är historiskt bekräftad, inrättades år 726 och byggnationen av palatset påbörjades redan på 800-talet under dogerna Angelo och Giustiniano Participazio, då i bysantinsk stil ovanpå existerande romerska murar, men förstördes upprepade gånger av eldsvådor. Först runt 1340 började byggnaden få sin nuvarande form med venetiansk marmor och kalksten från Istrien. Arkitekten är okänd men Proto Enrico, Pietro Baseio och stenhuggaren Filippo Calendario bidrog vid byggnationen. Mellan 1400 och 1424 färdigställdes palatsets fasader.
Palatset genomgick en omfattande ombyggnad på 1440-talet genom tre bröder Bon. Den berömda porten Porta della carta uppfördes och utsmyckades av Giovanni och Bartolomeo Bon 1442. Efter en brand 1483 blev man tvungen att bygga om palatset, ett arbete som först leddes av Antonio Rizzo, senare av Pietro Lombardo fram till 1511.
Den inre, östra längan fick en fullständig renässansprägel med en praktfull gård och en fritrappa, Scala de' giganti. Den inre huvudtrappan, Scala d'oro, och andra partier pryddes genom arbeten av Jacopo Sansovino och Alessandro Vittoria. Taken fick en rik stuckutsmyckning och målningar. Dessa senare samt väggmålningar utfördes av Tintoretto med flera bland Venedigs främsta mästare.
Två eldsvådor under 1500-talet förstörde många av palatsets rum. Den första den 11 maj 1574 och den andra den 20 december 1577. Dessa förstörde många av de verk som skapats fram till dess av konstnärer som Gentile da Fabriano, Pisanello, Gentile Bellini, Alvise Vivarini, Vittore Carpaccio, Tizian, Paolo Veronese. Restaurationen som vidtogs leddes av Antonio da Ponte och avslutades redan 1580.
Runt år 1600 byggde Antonio Contin det fängelse, blykamrarna, intill palatset som man når via Suckarnas bro. 
I maj 1797 belägrades Venedig av Napoleon och då förstördes delar av palatset återigen. Först 1874, sedan Venedig anslutits till det enade Italien, utfördes en ny restauration. Dogepalatset inrättades som museum 1923.
Dogepalatset var en inspirationskälla för den svenske arkitekten Ragnar Östberg vid hans arbete med Stockholms stadshus.